# Montérégie
Montérégie ist eine Verwaltungsregion (französisch région administrative) im Süden der kanadischen Provinz Québec.
Sie ist weiter in 14 regionale Grafschaftsgemeinden (municipalités régionales de comté) sowie 179 Gemeinden und Reservate unterteilt. Benannt ist die Region nach den Montérégie-Hügeln.
Die Einwohnerzahl beträgt 1.507.070 (Stand: 2016).
2011 betrug die Einwohnerzahl 1.456.743 und die Landfläche 11.110,8 km², was einer Bevölkerungsdichte von 131,1 Einwohnern je km² entsprach. 91,8 % der Einwohner sprachen Französisch und 6,9 % Englisch als Hauptsprache.
Im Süden grenzt Montérégie an die US-Bundesstaaten Vermont und New York, im Westen an die Provinz Ontario, im Nordwesten an die Verwaltungsregion Laurentides, im Norden an Montreal und Lanaudière.

## Gliederung
Regionale Grafschaftsgemeinden (MRC):
| - Acton - Beauharnois-Salaberry - Brome-Missisquoi - La Haute-Yamaska - La Vallée-du-Richelieu - Le Haut-Richelieu - Le Haut-Saint-Laurent | - Les Jardins-de-Napierville - Les Maskoutains - Marguerite-D’Youville - Pierre-De Saurel - Roussillon - Rouville - Vaudreuil-Soulanges |

Gemeinden außerhalb einer MRC:
- Boucherville
- Brossard
- Longueuil
- Saint-Bruno-de-Montarville
- Saint-Lambert

Reservate außerhalb einer MRC:
- Akwesasne
- Kahnawake

## Verwaltung

Übersichtskarte

Im Gegensatz zu den meisten anderen Verwaltungsregionen besitzt Montérégie keine einheitliche, übergeordnete Verwaltungsstruktur für die gesamte Region, sondern ist in drei Gebiete mit je einem Regionalrat (conférence régionale des élus) eingeteilt;
- CRE de Longueuil: Die fünf nicht in einer MRC zusammengeschlossenen Gemeinden, gleichbedeutend mit der Agglomeration Longueuil. Verwaltungssitz ist Longueuil.
- CRE Montérégie Est: Die MRC Acton, La Haute-Yamaska, La Vallée-du-Richelieu, Le Bas-Richelieu, Le Haut-Richelieu, Les Maskoutains, Marguerite-D’Youville und Rouville. Verwaltungssitz ist McMasterville.
- CRE Vallée-du-Haut-Saint-Laurent: Die MRC Beauharnois-Salaberry, Le Haut-Saint-Laurent, Les Jardins-de-Napierville, Roussillon und Vaudreuil-Soulanges. Verwaltungssitz ist Salaberry-de-Valleyfield.